# Canoeing tại Thế vận hội Mùa hè 2016
Bản mẫu:Canoeing tại Thế vận hội Mùa hè 2016
Đua thuyền canoeing tại Thế vận hội Mùa hè 2016 ở Rio de Janeiro diễn ra hai phân môn chính: vượt chướng ngại vật, từ 7 tới 11 tháng Tám, và nước rút, từ 15 tới 20 tháng Tám. Nội dung canoe vượt chướng ngại vật tại Sân vận động Whitewater Olympic; còn nơi diễn ra các nội dung nước rút là Lagoa Rodrigo de Freitas ở Copacabana. Địa điểm diễn ra các nội dung canoeing là nguồn gốc của sự lo ngại dành cho các vận đội viên kể từ khi một phòng thí nghiệm của chính phủ liên bang Brasil Oswaldo Cruz Foundation tìm thấy gen của siêu vi khuẩn kháng thuốc tại hồ Rodrigo de Freitas.
Khoảng 330 vận động viên tranh tài ở 16 nội dung.

## Vòng loại
Một hệ thống vòng loại mới được tạo ra dành cho cả hai nội dung vượt chướng ngại vật và nước rút tại Thế vận hội Mùa hè 2016. Các suất ở mỗi nội dung được Liên đoàn canoe quốc tế công bố vào tháng 8 năm 2014.

## Lịch thi đấu
| H | Vòng loại | ½ | Bán kết | F | Chung kết |

| Nội dung↓/Ngày → | CN 7 | Hai 8 | Ba 9 | Ba 9 | Tư 10 | Tư 10 | Năm 11 | Năm 11 |
| ---------------- | ---- | ----- | ---- | ---- | ----- | ----- | ------ | ------ |
| C-1 nam          | H    |       | ½    | F    |       |       |        |        |
| C-2 nam          |      | H     |      |      |       |       | ½      | F      |
| K-1 nam          | H    |       |      |      | ½     | F     |        |        |
| K-1 nữ           |      | H     |      |      |       |       | ½      | F      |

| Nội dung↓/Ngày → | Hai 15 | Hai 15 | Ba 16 | Tư 17 | Tư 17 | Năm 18 | Sáu 19 | Sáu 19 | Bảy 20 |
| ---------------- | ------ | ------ | ----- | ----- | ----- | ------ | ------ | ------ | ------ |
| C-1 200 m nam    |        |        |       | H     | ½     | F      |        |        |        |
| C-1 1000 m nam   | H      | ½      | F     |       |       |        |        |        |        |
| C-2 1000 m nam   |        |        |       |       |       |        | H      | ½      | F      |
| K-1 200 m nam    |        |        |       |       |       |        | H      | ½      | F      |
| K-1 1000 m nam   | H      | ½      | F     |       |       |        |        |        |        |
| K-2 200 m nam    |        |        |       | H     | ½     | F      |        |        |        |
| K-2 1000 m nam   |        |        |       | H     | ½     | F      |        |        |        |
| K-4 1000 m nam   |        |        |       |       |       |        | H      | ½      | F      |
| K-1 200 m nữ     | H      | ½      | F     |       |       |        |        |        |        |
| K-1 500 m nữ     |        |        |       | H     | ½     | F      |        |        |        |
| K-2 500 m nữ     | H      | ½      | F     |       |       |        |        |        |        |
| K-4 500 m nữ     |        |        |       |       |       |        | H      | ½      | F      |

## Tham dự

### Các quốc gia tham dự
- Argentina (10)
- Úc (18)
- Áo (2)
- Azerbaijan (4)
- Belarus (12)
- Bỉ (1)
- Brasil (10)
- Bulgaria (2)
- Canada (9)
- Trung Quốc (10)
- Quần đảo Cook (2)
- Cuba (6)
- Cộng hòa Séc (12)
- Đan Mạch (5)
- Ecuador (1)
- Ai Cập (2)
- Pháp (15)
- Gruzia (1)
- Đức (16)
- Anh Quốc (11)
- Hungary (18)
- Ý (4)
- Nhật Bản (5)
- Kazakhstan (13)
- Latvia (2)
- Liban (1)
- Litva (6)
- Moldova (1)
- Maroc (1)
- México (1)
- Mozambique (2)
- New Zealand (9)
- Nigeria (1)
- Palau (1)
- Ba Lan (15)
- Bồ Đào Nha (7)
- România (8)
- Nga (19)
- Samoa (1)
- São Tomé và Príncipe (1)
- Sénégal (3)
- Serbia (10)
- Slovakia (12)
- Slovenia (6)
- Nam Phi (1)
- Hàn Quốc (2)
- Tây Ban Nha (11)
- Thụy Điển (5)
- Tunisia (3)
- Thổ Nhĩ Kỳ (1)
- Ukraina (9)
- Hoa Kỳ (6)
- Uzbekistan (4)

## Huy chương

### Bảng xếp hạng huy chương
| 1    | Đức          | 4  | 2  | 1  | 7  |
| 2    | Tây Ban Nha  | 3  | 0  | 1  | 4  |
| 3    | Hungary      | 3  | 0  | 0  | 3  |
| 4    | Anh Quốc     | 2  | 2  | 0  | 4  |
| 5    | Slovakia     | 1  | 2  | 0  | 3  |
| 6    | New Zealand  | 1  | 1  | 1  | 3  |
| 6    | Pháp         | 1  | 1  | 1  | 3  |
| 8    | Ukraina      | 1  | 0  | 1  | 2  |
| 9    | Brasil*      | 0  | 2  | 1  | 3  |
| 10   | Cộng hòa Séc | 0  | 1  | 2  | 3  |
| 11   | Azerbaijan   | 0  | 1  | 1  | 2  |
| 11   | Ba Lan       | 0  | 1  | 1  | 2  |
| 13   | Đan Mạch     | 0  | 1  | 0  | 1  |
| 13   | Serbia       | 0  | 1  | 0  | 1  |
| 13   | Slovenia     | 0  | 1  | 0  | 1  |
| 15   | Úc           | 0  | 0  | 2  | 2  |
| 15   | Nga          | 0  | 0  | 2  | 2  |
| 17   | Belarus      | 0  | 0  | 1  | 1  |
| 17   | Nhật Bản     | 0  | 0  | 1  | 1  |
| 17   | Litva        | 0  | 0  | 1  | 1  |
| Tổng | Tổng         | 16 | 16 | 17 | 49 |

### Vượt chướng ngại vật
| Nội dung | Vàng                                              | Bạc                                                | Đồng                                          |
| -------- | ------------------------------------------------- | -------------------------------------------------- | --------------------------------------------- |
| C-1 nam  | Denis Gargaud Chanut · Pháp                       | Matej Beňuš · Slovakia                             | Haneda Takuya · Nhật Bản                      |
| C-2 nam  | Slovakia (SVK) · Ladislav Škantár · Peter Škantár | Anh Quốc (GBR) · David Florence · Richard Hounslow | Pháp (FRA) · Gauthier Klauss · Matthieu Péché |
| K-1 nam  | Joseph Clarke · Anh Quốc                          | Peter Kauzer · Slovenia                            | Jiří Prskavec · Cộng hòa Séc                  |
| K-1 nữ   | Maialen Chourraut · Tây Ban Nha                   | Luuka Jones · New Zealand                          | Jessica Fox · Úc                              |

### Nước rút
Nam
| Nội dung       | Vàng                                                                  | Bạc                                                                  | Đồng                                                                         |
| -------------- | --------------------------------------------------------------------- | -------------------------------------------------------------------- | ---------------------------------------------------------------------------- |
| C-1 200 m nam  | Yuriy Cheban · Ukraina OB                                             | Valentin Demyanenko · Azerbaijan                                     | Isaquias Queiroz · Brasil                                                    |
| C-1 1000 m nam | Sebastian Brendel · Đức                                               | Isaquias Queiroz · Brasil                                            | Ilia Shtokalov · Nga                                                         |
| C-2 1000 m nam | Đức (GER) · Sebastian Brendel · Jan Vandrey                           | Brasil (BRA) · Erlon Silva · Isaquias Queiroz                        | Ukraina (UKR) · Dmytro Ianchuk · Taras Mishchuk                              |
| K-1 200 m nam  | Liam Heath · Anh Quốc                                                 | Maxime Beaumont · Pháp                                               | Saúl Craviotto · Tây Ban NhaRonald Rauhe · Đức                               |
| K-1 1000 m nam | Marcus Walz · Tây Ban Nha                                             | Josef Dostál · Cộng hòa Séc                                          | Roman Anoshkin · Nga                                                         |
| K-2 200 m nam  | Tây Ban Nha (ESP) · Saúl Craviotto · Cristian Toro                    | Anh Quốc (GBR) · Liam Heath · Jon Schofield                          | Litva (LTU) · Aurimas Lankas · Edvinas Ramanauskas                           |
| K-2 1000 m nam | Đức (GER) · Max Rendschmidt · Marcus Gross                            | Serbia (SRB) · Marko Tomićević · Milenko Zorić                       | Úc (AUS) · Ken Wallace · Lachlan Tame                                        |
| K-4 1000 m nam | Đức (GER) · Max Rendschmidt · Tom Liebscher · Max Hoff · Marcus Gross | Slovakia (SVK) · Denis Myšák · Erik Vlček · Juraj Tarr · Tibor Linka | Cộng hòa Séc (CZE) · Daniel Havel · Lukáš Trefil · Josef Dostál · Jan Štěrba |

Nữ
| Nội dung     | Vàng                                                                               | Bạc                                                                              | Đồng                                                                                         |
| ------------ | ---------------------------------------------------------------------------------- | -------------------------------------------------------------------------------- | -------------------------------------------------------------------------------------------- |
| K-1 200 m nữ | Lisa Carrington · New Zealand OB                                                   | Marta Walczykiewicz · Ba Lan                                                     | Inna Osypenko-Radomska · Azerbaijan                                                          |
| K-1 500 m nữ | Danuta Kozák · Hungary                                                             | Emma Jørgensen · Đan Mạch                                                        | Lisa Carrington · New Zealand                                                                |
| K-2 500 m nữ | Hungary (HUN) · Gabriella Szabó · Danuta Kozák                                     | Đức (GER) · Franziska Weber · Tina Dietze                                        | Ba Lan (POL) · Karolina Naja · Beata Mikołajczyk                                             |
| K-4 500 m nữ | Hungary (HUN) · Gabriella Szabó · Danuta Kozák · Tamara Csipes · Krisztina Fazekas | Đức (GER) · Sabrina Hering · Franziska Weber · Steffi Kriegerstein · Tina Dietze | Belarus (BLR) · Marharyta Makhneva · Nadzeya Liapeshka · Volha Khudzenka · Maryna Litvinchuk |